# Tamra (Israel)
Tamra (en hebreo: טמרה‎; en árabe: طمرة‎)  es una ciudad del Distrito Norte de Israel. De acuerdo con la Oficina Central de Estadísticas de Israel (CBS), a fines de 2004 la ciudad tenía una población de 25.300 habitantes. La ciudad tomó el estatus de Concejo local en 1956 y en el año 1996 fue declarada como ciudad.

## Historia
Tamra como otras localidades de la región de la Galilea es un ciudad árabe. Durante la Guerra de Independencia de Israel en 1948, Tamra fue conquistada por las Fuerzas de Israel de manos de los aldeanos palestinos en la Operación Dekel. 
El 14 de junio de 2025, durante la guerra entre Irán e Israel, un misil iraní impactó en la casa de una familia árabe cristiana, matando a cuatro mujeres incluida una niña: una madre, sus dos hijas y su cuñada. Otras 20 personas resultados heridas también en el ataque.